# 고창 선운사 도솔암 나한전
고창 선운사 도솔암 나한전(高敞 禪雲寺 兜率庵 羅漢殿)은 전북특별자치도 고창군 선운사의 산내암자인 도솔암에 있는 법당이다. 1985년 8월 14일 전라북도의 문화재자료 제110호로 지정되었다.

## 개요
선운사의 산내암자인 도솔암에 있는 법당이다.
정면3칸 측면1칸에 맞배지붕으로 되어 있으며, 현존하는 건물은 건축수법으로 보아 조선 말기에 세워진 것으로 보인다.
나한전 내부에는 흙으로 빚은 석가모니불을 중심으로 가섭과 아난이 협시하였고, 1910년 용문암에서 옮겨온 16나한상을 모시고 있다.
도솔암은 선운사의 산내암자로서 대웅전 서쪽 150m정도 떨어진 곳에 있으며, 원래는 여섯 도솔암이 있었으나 현재는 상하 2개의 도솔암만 남아 있다.
전하는 바에 따르면 조선시대 도솔암 용문굴에 이무기가 살면서 주민들을 괴롭혔는데, 이를 쫓아내기 위해 인도에서 나한상(羅漢像)을 모셔와 이곳에 안치하자 이무기가 사라졌다고 한다.
그리하여 이무기가 다시 나타나지 못하도록 하기 위해 이무기가 뚫고 간 바위 위에 나한전을 건립하였다고 한다.

## 현지 안내문
조선말기에 세운 것으로 보이는 이 건물은 나한, 즉 아라한을 모시는 곳이다. 아라한은 소승불교 수행자 가운데 가장 높은 지위에 있는 성자를 지칭한다. 조선시대에 도솔암 용문굴에 살던 이무기가 마을 주민들을 괴롭히자 이를 물리치기 위하여 인도에서 나한상을 들여와 안치하였더니 이무기가 사라졌으며, 이후 이무기가 다시는 나타나지 못하도록 하기 위하여 이 건물을 세웠다는 전설이 있다.

## 참고 자료
- 나한전 - 국가유산청 국가유산포털